# Шлем
Шлем (від англ. slam через нім. Schlemm) — картярський термін. Означає становище у грі, коли супротивник одержує менше належної кількості взяток.
- Великий шлем — становище, за якого супротивникові не дано жодної взятки (тобто гравець бере 13);
- Малий шлем — становище, за якого супротивникові дана тільки одна взятка (тобто гравець бере 12)[1].
- Великий безкозирний шлем (великий шлем у безкозирях) — становище, за якого супротивникові не дано жодної взятки (без участі козирних карт)[2]

## Інше
Шлем — зрідка так називають шолом (від рос. шлем або староцерк.-слов. шлѣмъ).